# Нанауацин
Нанауацин, Нанауатль (исп. Nanauatzin) — ацтекский бог, который в начале Пятой эпохи мира бросился в огонь, став Солнцем.

## Мифология
Согласно ацтекской мифологии, после сотворения нового мира боги собрались, чтобы решить, кто из них станет богом Солнца. Для этого они развели костёр, куда должен был броситься избранник, но все отступали от сильного жара. Наконец, «усыпанный бубонами» Нанауацин, который страдал от кожной болезни, кинулся в огонь, где «начал потрескивать, как жарящееся на угольях мясо». За Нанауацином в догорающий огонь последовал бог Тексистекатль, трижды пытавшийся до Нанауацина прыгнуть в костёр, но отступавший от невыносимого жара. Нанауацин стал Солнцем и почитался под именем Тонатиу, Тексистекатль — богом Луны Мецтли. Однако ни Солнце, ни Луна не двигались, пока остальные боги не принесли себя в жертву.
Помимо того, Нанауацин фигурировал ещё в нескольких мифах о творении. Так, в легенде о Кетцалькоатле Нанауацин помогает ему добыть первые зёрна, которые стали пищей людям.
Нанауацин изображался в виде божка, покрытого язвами, и имел власть над кожными болезнями, в том числе над проказой и экземой. В «Кодексе Боржиа» Нанауацин изображён в виде человека, появляющегося из огня.